# الدوري التشيكوسلوفاكي 1930–31
الدوري التشيكوسلوفاكي 1930–31 هو الموسم 26 من الدوري التشيكوسلوفاكي ‏. أشرف على تنظيمه اتحاد جمهورية التشيك لكرة القدم، وكان عدد الأندية المشاركة فيه 8، وفاز فيه سلافيا براغ.